# Sportovec roku 2001

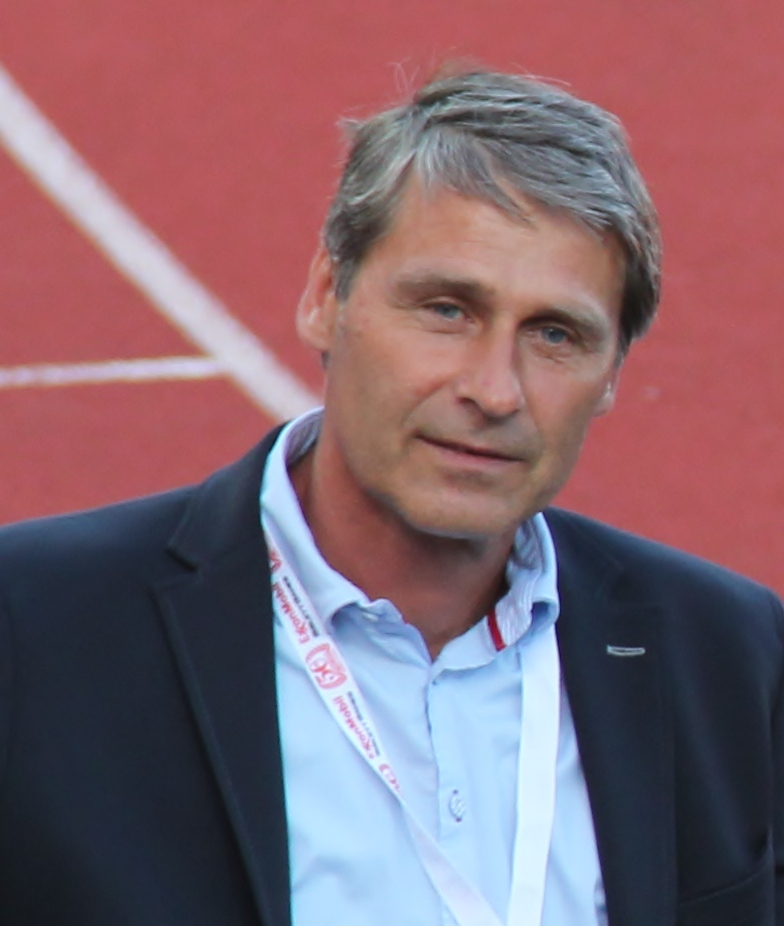
Jan Železný

Sportovec roku 2001 byl 43. ročník ankety Sportovec roku a devátý v samostatném Česku. Vítězem se stal oštěpař Jan Železný, který toho roku v Edmontonu získal svůj třetí titul mistra světa. V anketě triumfoval počtvrté, čímž vyrovnal rekord Věry Čáslavské, který spolu s ní stále drží (k roku 2023). Při omezení na historii samostatného Česka z něj čtyři vítězství činí nejúspěšnějšího českého sportovce vůbec. V kategorii družstev zvítězila česká hokejová reprezentace, která toho roku na světovém šampionátu v Německu dovršila svůj "zlatý hattrick", tedy vyhrála třetí šampionát v řadě, což se nikdy předtím československému ani českému výběru nepovedlo. Cenu pro sportovní legendu získala sedminásobná olympijská vítězka, sportovní gymnastka Věra Čáslavská. Cenu si osobně převzala, zemřela roku 2016.

## První desítka jednotlivci
1. Jan Železný (atletika) - 1982 bodů
2. Roman Šebrle (atletika) - 1908
3. Tomáš Dvořák (atletika) - 1746
4. Jaromír Jágr (lední hokej) - 1130
5. Patrik Eliáš (lední hokej) - 1045
6. Dominik Hašek (lední hokej) - 1012
7. Filip Ospalý (triatlon) - 800
8. Tomáš Enge (motorismus) - 745
9. Tomáš Rosický (fotbal) - 673
10. Martin Doktor (kanoistika) - 596

## První trojka družstva
1. česká hokejová reprezentace - 603
2. fotbalisté Sparty Praha - 357
3. česká hokejová reprezentace do 20 let - 304

## Sportovní legenda
- Věra Čáslavská